# Немили-недраги
„Немили-недраги“ (1883) е повест от Иван Вазов и е един от ранните примери на модерна българска литература. И до днес тя е сред най-популярните произведения от своята епоха и заема традиционно място в българското образование.
Повестта е публикувана за първи път през 1883 г. (т.нар. Пловдивски период) в списание „Наука“, а по-късно през 1891 г. е включена в „Повести и разкази“. С оглед творческото развитие на Вазов „Немили-недраги“ е третата по ред белетристична творба на писателя след „Неотдавна“ и повестта „Митрофан“ (по-късно „Митрофан и Дормидолски“).
Повестта представя живота на българските емигранти (хъшове) в годините малко преди Освобождението.
Герои на творбата са редовите участници в националноосвободителното движение на България от османско владичество – хъшовете, изгнаници в Браила. Принудени да живеят в нищета, мизерия и социална изолация. Те се събират в „Народната кръчма на Знаменосеца“, която е собственост на един от главните герои в повестта – Странджата. Там те планират плановете за връщането в Родината и желаното извоюване на нейната свобода.
Сред основните герои на произведението са: Странджата (с прототип Никола Странджата) – по прякор Знаменосеца, Македонски (с прототип Христо Македонски), Хаджията, Попчето, Бръчков (с прототип Иван Вазов и Илия Станчов Бръчков), Мравката и Владиков (с прототип Иван Владиков). В повестта липсва централен герой, който да обособи единна сюжетна линия. В едни от епизодите такава водеща роля изпълнява Странджата, в други – Македонски, в трети – Бръчков или Владиков.